# Хуцінь

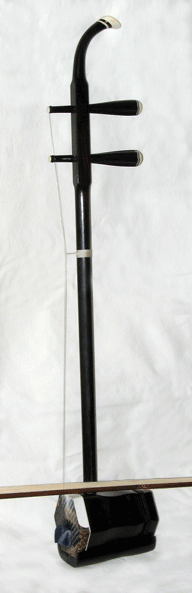
Ерху — один з найбільш поширених видів хуцінь

Хуцінь (胡琴;піньінь húqín) — китайський струнний смичковий інструмент. Складається з круглого, шести — або восьмикутного корпусу та прикріпленого до нього грифа, має дві струни, і два (рідше — чотири) настроювальних кілочків. Корпус інструменту виготовляється зі зміїної шкіри або тонкого дерева. Відомо понад 30 різновидів цього інструменту, найвідоміші з них — ерху, гаоху, баньху. 
Вважається, що хуцінь походить від музичного інструмента Сіціня (奚琴), на якому грали сі — кочові народи Середньої Азії. Схожі за конструкцією інструменти використовуються і в сусідніх з Китаєм країнах: Монголії (моринхур), Кореї, Японії (Кок'ю), В'єтнамі, Таїланді, Лаосі та Камбоджі.